# 瀬戸内海放送
株式会社瀨戸内海放送（せとないかいほうそう、Setonaikai Broadcasting Corporation）は、香川県・岡山県を放送対象地域としたテレビジョン放送事業を行っている、特定地上基幹放送事業者である。
略称はKSB（K.K Setonaikai Broadcastingの略）。現在の愛称はKSB瀬戸内海放送。香川県高松市と岡山県岡山市の2本社制を取るが、登記上の本店は高松市にある（詳細後述）。
テレビ朝日系列（ANN）のフルネット局である。コールサインはJOVH-DTV（岡山 30ch）、リモコンキーIDはキー局のテレビ朝日などと同じ「5」。

## 概要

### 本社・支社所在地

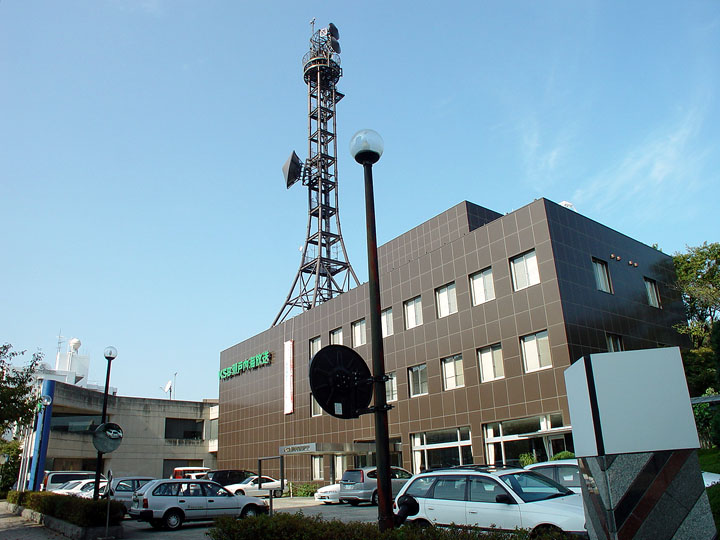
瀨戸内海放送 旧高松本社（2006年10月15日撮影）

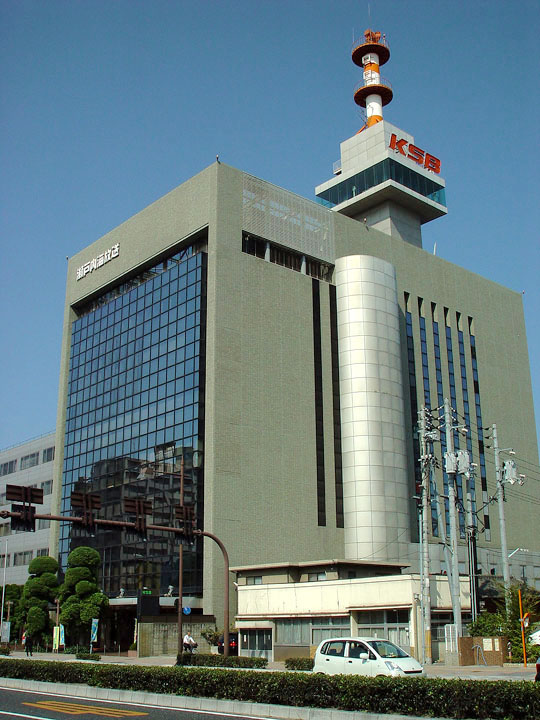
瀬戸内海放送 岡山本社が入っている
KSB会館
2006年10月15日撮影

KSBは高松本社と岡山本社の2本社制を採っている。岡山本社は、当初は岡山支社の名前であり、岡山総局を経て現岡山本社社屋（KSB会館）落成時に本社に格上げされた。両本社とも報道・制作部門とテレビスタジオ設備を持っているが、総務・人事部門などの本社機能、登記上の本店、テレビマスターなどの演奏所としての機能は高松本社にある。
- 高松本社
香川県高松市上之町二丁目1番43号[注釈 3]
- 岡山本社、広島・九州地区統括営業グループ
岡山市北区大供三丁目1番18号 KSB会館
- 東京支社
東京都千代田区内幸町一丁目1番1号 帝国ホテルタワー13階[注釈 4]
- 大阪支社
大阪市北区中之島二丁目3番33号 大阪三井物産ビル13階[注釈 5]

### 廃止された支社
- 広島支社（2021年に岡山本社に統合され廃止）
広島県広島市中区八丁堀15番6号 広島ちゅうぎんビル6階[4]
- 倉敷支社
岡山県倉敷市阿知1丁目7番地2号 くらしきシティープラザ西ビル6階[4]
- 西讃支社
香川県丸亀市風袋町209番地 セントラル丸亀ビル6階[4]

### 新社屋移転
瀬戸内海放送は、2020年（令和2年）に開局50周年を迎えることから、同局の関連会社のエフエム香川の本社と共に高松市上之町に新社屋を建設し、移転することを決めた。
規模は地上4階建。延べ面積は約6598.87平方m。設計はogawaa design studio。施工者は大林組四国支店が請け負った。2019年（平成31年）1月に着工し、2020年（令和2年）8月25日に竣工。2021年（令和3年）1月18日から業務開始した。
新社屋には地域の生活者や社内外の多くの人の出会いや協働を誘発する環境デザインを採用し、緑豊かな中庭に臨む開放的なエントランスホールには、まちの生活者やクリエイターとともに地域コンテンツを制作するディジタルスタジオを設置する。また、この新しい社屋からテレビ、ラジオ、リアルイベント、ディジタルメディアを通じて、役に立つ情報や楽しい地域の話題を発信。「善いことの『ちから』に」を合言葉に、地域の人々にとって「善いこと」の「ちから」となれるメディア企業グループとして、さらなる高みを目指すとする。
新社屋移転に先立ち、2020年（令和2年）4月1日に4代目ロゴマークを更新し、一新すると和文ロゴを導入した。
高松市西宝町の旧社屋と関連会社のエフエム香川の旧社屋は新社屋運用開始後に解体され、解体後は土地の所有者である西日本電信電話（NTT西日本）に土地を返還する(登記簿によると事前に（平成30年）土地交換をしていた。)。
現在跡地にはドラッグストアのザグザグ西宝町店・コーヒーショップのスターバックスコーヒー高松西宝町店が建っている。

## 沿革
- 1967年（昭和42年）

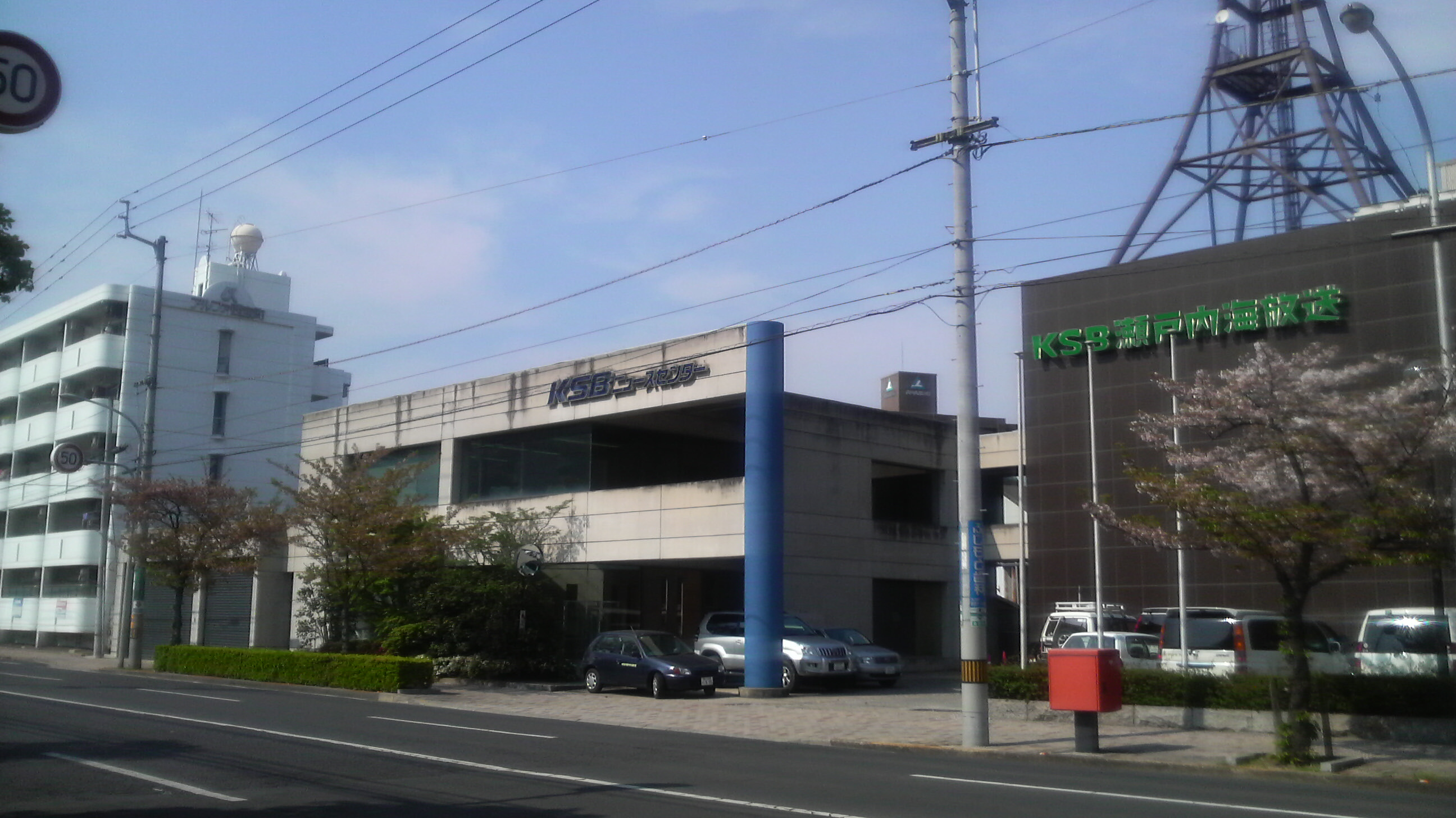
瀬戸内海放送ニュースセンター。2代目ロゴが残る。

2004年4月から2020年3月まで使用された、3代目ロゴマーク。

  - 11月1日 - アナログテレビ放送の予備免許取得[12][13]。
  - 11月22日 - 株式会社新日本放送として設立。
- 1968年（昭和43年）2月19日 - 商号を株式会社瀬戸内海放送に変更。
- 1969年（昭和44年）4月1日 - アナログテレビ放送開始（JOVH-TV、呼出名称：KSBテレビジョン、33ch、10kW、岡山放送と同日）。
  - 本社・演奏所は高松市西宝町一丁目5番20号に置かれ、送信所は前田山（高松市高松町）に、三豊郡高瀬町（現・三豊市）の大麻山に西讃岐中継局（42ch、3kW）が設置された。
  - 開局当初の略称のロゴ表記はSのみアルファベット小文字のKsB（sは筆記体）だったが、後に現在と同様のアルファベット大文字3文字のKSBとなった。
- 1970年（昭和45年）
  - 1月1日 - ANN発足と同時に加盟。
  - 4月1日 - 岡山県内の拠点として岡山市に岡山支社（→ 岡山総局）を開設。
- 1975年（昭和50年）11月15日 - 小豆島中継局開局。（25ch、出力1kW）
  - 表向きは香川県内向けの中継局であったが、スピルオーバーにより岡山県南部の多くの地域で小豆島にアンテナを向けることでKSBの視聴が可能になった。この結果、本来は放送エリア外の岡山県内からも広告が集まるようになり経営が安定化したという。小豆島中継局の成功が岡山・香川両県の民放相互乗り入れ放送を促す一因となった。
- 1979年（昭和54年）
  - 2月1日 - 小豆島中継局の出力を5kWに増力、指向性を岡山県向けにも開放。
  - 4月1日 - 岡山県と香川県のテレビジョン放送の相互乗り入れ（岡山・香川両県の民放相互乗り入れ放送）開始。
- 1983年（昭和58年）12月20日 - 岡山市（現・北区）に岡山佐山中継局開局。相互乗り入れ後、岡山県に設置した最初の中継局。
- 1984年（昭和59年）
  - 6月1日 - 岡山市北区大供にKSB会館落成[注釈 6]。
  - 10月1日 - 金甲山送信所（岡山県玉野市、25ch、20kW）からの放送開始。これに伴い前田山送信所を出力5kWへ減力、更に小豆島中継局の設置場所を変更ならびに出力300wへ減力、チャンネル変更（25ch→57ch）。
- 1990年（平成2年） - 音声多重放送開始。
- 2004年（平成16年）4月1日 - CI導入によりロゴマーク及び和文ロゴ変更（2006年（平成18年）まで「マンシングウェアオープン KSBカップ」の大会ロゴの「KSB」の部分は、2代目ロゴが使われていた。2007年（平成19年）からは3代目のロゴを使用）（2代目）。同時に「ムニュ」に変わるマスコットキャラクター「スパーキー」デビュー。
- 2006年（平成18年）
  - 6月26日 - アナログ・デジタル統合マスター（NEC製）運用開始。
  - 10月 - 地上デジタルテレビ放送の試験放送開始。（非公式、岡山・香川地区では岡山放送に次ぎ2番目のデジタル試験放送。）
  - 12月1日 - 地上デジタルテレビ放送（JOVH-DTV）開始。
- 2009年（平成21年）12月19日 - 岡山・香川地区の民放テレビ局で初の地上デジタル放送によるマルチチャンネル編成の番組「エコアクション対決! 〜真のエコガールをめざせ〜」が放送された。これは番組中で2人の若手女性タレント（南知里・あゆか）によるエコアクション対決を行い、勝者のご褒美を051chで、敗者の罰ゲームを052chで放送した[注釈 7]。
- 2011年（平成23年）7月24日 - 正午をもって地上アナログ放送が終了。23:59に完全停波し、地上デジタル放送に完全一本化。
- 2020年（令和2年）
  - 4月1日 - ロゴマーク及び和文ロゴ変更（4代目）。
  - 8月25日 - 高松市上之町2丁目1-43（旧NTT西日本上之町ビル跡地）に高松本社新社屋（演奏所）が竣工[14]。
- 2021年（令和3年）1月18日 - 高松本社新社屋から放送開始[9]。
  - 1:00に西宝町社屋（旧社屋）からの放送終了。
  - 5:23に上之町社屋（新社屋）からの放送開始。

## ネットワークの移り変わり
- 1969年（昭和44年）4月1日 - NETテレビ系列局として香川県でテレビ放送開始（第2局）。ただし開局時は西日本放送から一部のフジテレビ系列・TBS系列の番組が移行され両局の番組販売ネットを共有する事となった。また、NET系については本来民間放送教育協会に加盟している西日本放送で編成できなかった学校放送番組についても放送していた[15]一方、スポンサーや編成の関係上西日本放送にとどまった一般番組も毎日放送制作分を中心にあった（『八木治郎ショー』『昆虫物語 新みなしごハッチ』など）。
- 1970年（昭和45年）1月1日 - ANNに加盟。当時、地方局としては珍しい全日ネット放送であった（他の地方加盟局は、昼枠のネットがほとんどであった）。
- 1975年（昭和50年）3月31日 - ANNの準キー局が腸捻転解消により、毎日放送から朝日放送に変更。西日本放送と番組販売の関西発全国ネット番組と同時関西発全国ネット番組の一部を交換。
- 1979年（昭和54年）4月1日 - 岡山・香川両県の民放テレビ放送の相互乗り入れ放送の実施により、岡山県での放送を開始。この日岡山放送とRSK山陽放送が香川県で放送開始したため、番組販売でのフジテレビとTBSのネットを西日本放送と共に打ち切り、岡山放送と山陽放送経由での放送に切り替える。
- テレビせとうちが開局するまでの間は、テレビ東京系列（東京12チャンネル時代を含む）の一部の番組を番組販売という形で放送していた。

## 資本構成
企業・団体の名称、個人の肩書は当時のもの。出典：
2015年（平成27年）時点ではテレビ朝日系列局で唯一、朝日新聞社が上位10社の株主に入ってなかった、資本関係が皆無なわけではなく、2018年（平成30年）時点では25,000株を保有していた。（出典：有価証券報告書－第165期〈平成29年4月1日 - 平成30年3月31日〉、88ページ、朝日新聞社。EDINET提出書類）。その後、2021年時点では、下記の通り朝日新聞社とテレビ朝日ホールディングスの出資比率が上位10社以内に上昇している。

### 2015年10月1日
| 株主     | 比率   |
| -------- | ------ |
| 大洋商事 | 46.48% |

## 主なチャンネル

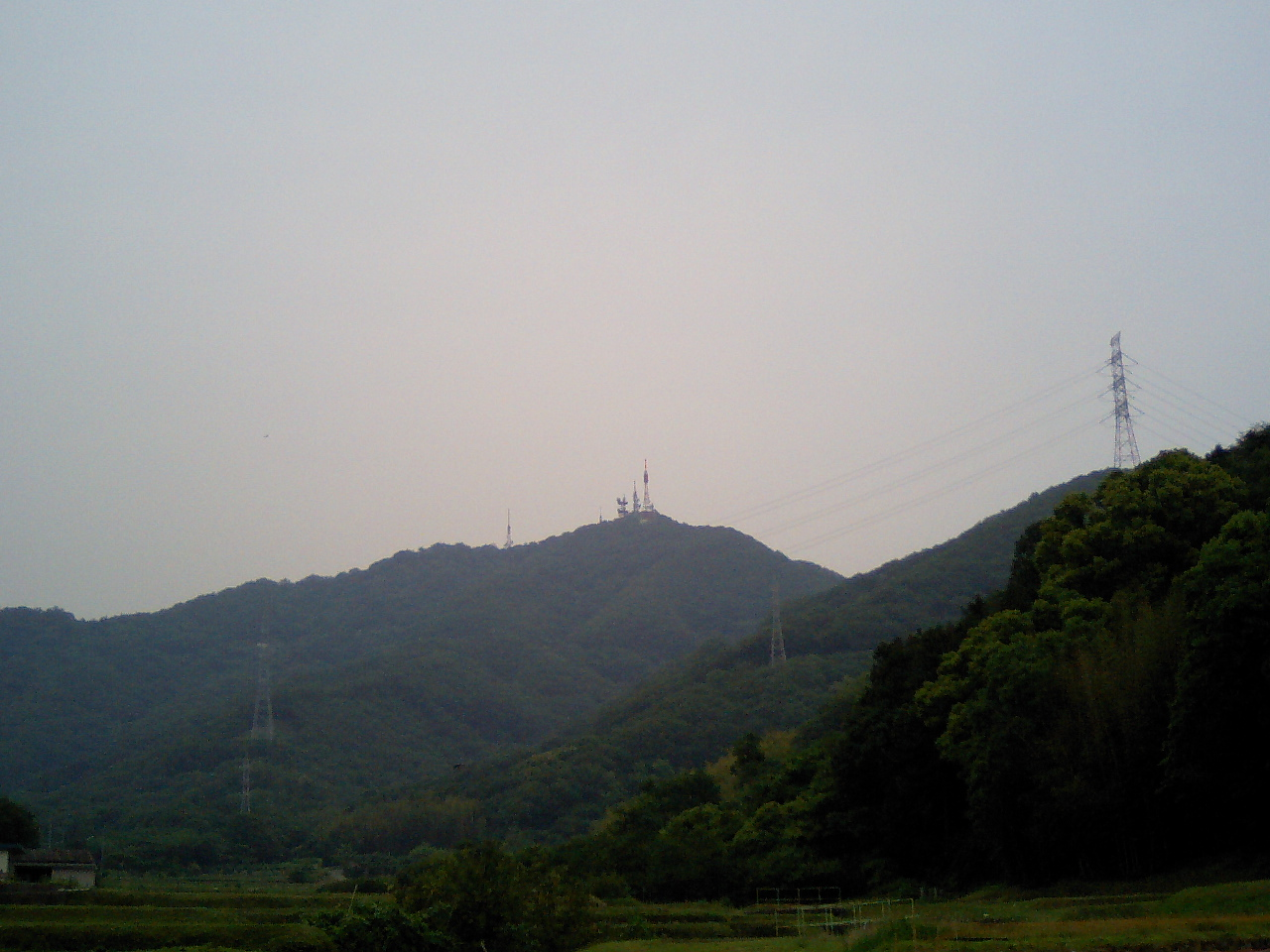
金甲山テレビ送信所（山頂右側の鉄塔群の一番右側） 2006年6月2日撮影

1979年4月の瀬戸内準広域圏確立後は中継局を増やしたりしているが、地デジに完全移行した現在でも中継局未設置個所が残されている。
※ch番号の前にVが付いた中継局は垂直偏波。
- 岡山 30ch JOVH-DTV 2kW（金甲山・リモコンキーID：5）

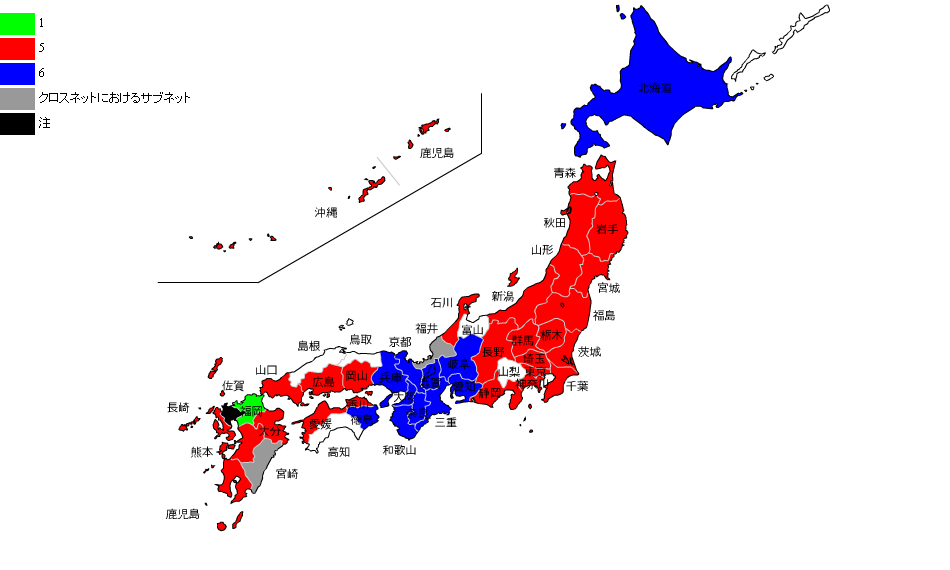
テレビ朝日系列のリモコンキーID地図

香川県
- 高松 17ch 500W（前田山）
- 西讃岐 17ch 100W（大麻山）
- 小豆島 30ch 30W（向山）
- 白鳥 30ch 1W（高平山）
- 仁尾 30ch 1W
- 坂出東 31ch 1W（雄山）
- 土庄 34ch 1W（与九郎谷山）
- 国分寺 26ch 0.3W（兎子山）
- 綾上 36ch 0.3W（鷹の巣山）
- 詫間 31ch 0.1W（木ノ峰山）
- 詫間名部戸 30ch 0.05W
- 詫間生里 31ch 0.01W

岡山県
- 津山 17ch 50W（黒沢山）
- 笠岡 V30ch 30W（塚の丸山）
- 新見 17ch 3W（鳶が巣山）
- 蒜山 30ch 3W（高張山）
- 児島 49ch 3W（神道山）
- 久世 17ch 1W（笹向山）
- 高梁 17ch 1W（愛宕山）
- 和気 17ch 1W（城山）
- 北房 31ch 1W（飯ノ山）
- 山陽 36ch 1W（善応寺山）
- 備前瀬戸 42ch 1W（鉄砲山）
- 井原 17ch 0.3W（城山） ほか

### アナログ概要
2011年7月24日停波時点
- 岡山 25ch JOVH-TV 20kW（金甲山）

香川県
- 前田山 33ch 5kW（前田山）
- 白鳥 42ch 10W（高平山）
- 塩江 V4ch 3W（内場山）
- 西讃岐 42ch 3kW（大麻山）
- 坂出西 38ch 10W（聖通寺山）
- 国分寺 57ch 3W（兎子山）
- 坂出東 56ch 10W（雄山）
- 志度 58ch 10W（大谷山）
- 仁尾 54ch 3W
- 坂出王越 51ch 3W（前山）
- 詫間 57ch 1W（木ノ峰山）
- 善通寺西碑殿 59ch 0.1W
- 高瀬音田 51ch 0.1W
- 満濃種子 59ch 0.1W
- 詫間生里 V33ch 0.1W
- 多度津白方 51ch 0.1W
- 詫間名部戸 V53ch 0.1W
- 小豆島 57ch 300W（向山）
- 志度西 58ch 3W

岡山県
- 津山 62ch 500W（黒沢山）
- 笠岡 V55ch 300W（塚の丸山）
- 高梁 26ch 10W（愛宕山）
- 新見 26ch 30W（蔦ヶ巣山）
- 井原 56ch 3W（城山）
- 備前 42ch 3W（笹尾山）
- 久世 26ch 10W（笹向山）
- 美作 26ch 3W（塩垂山）
- 和気 49ch 10W（和気富士）
- 児島 56ch 30W（神道山）
- 日生 43ch 1W（楯越山）
- 奥津大釣 42ch 10W（大釣山）
- 湯原 61ch 3W（大沼山）
- 総社 43ch 10W（伊予部山）
- 門田 58ch 0.5W
- 水島 V16ch 10W
- 岡山北 16ch 10W（烏山）
- 岡山東 37ch 3W
- 木見 43ch 3W（天満山） ほか

## ケーブルテレビ再放送局

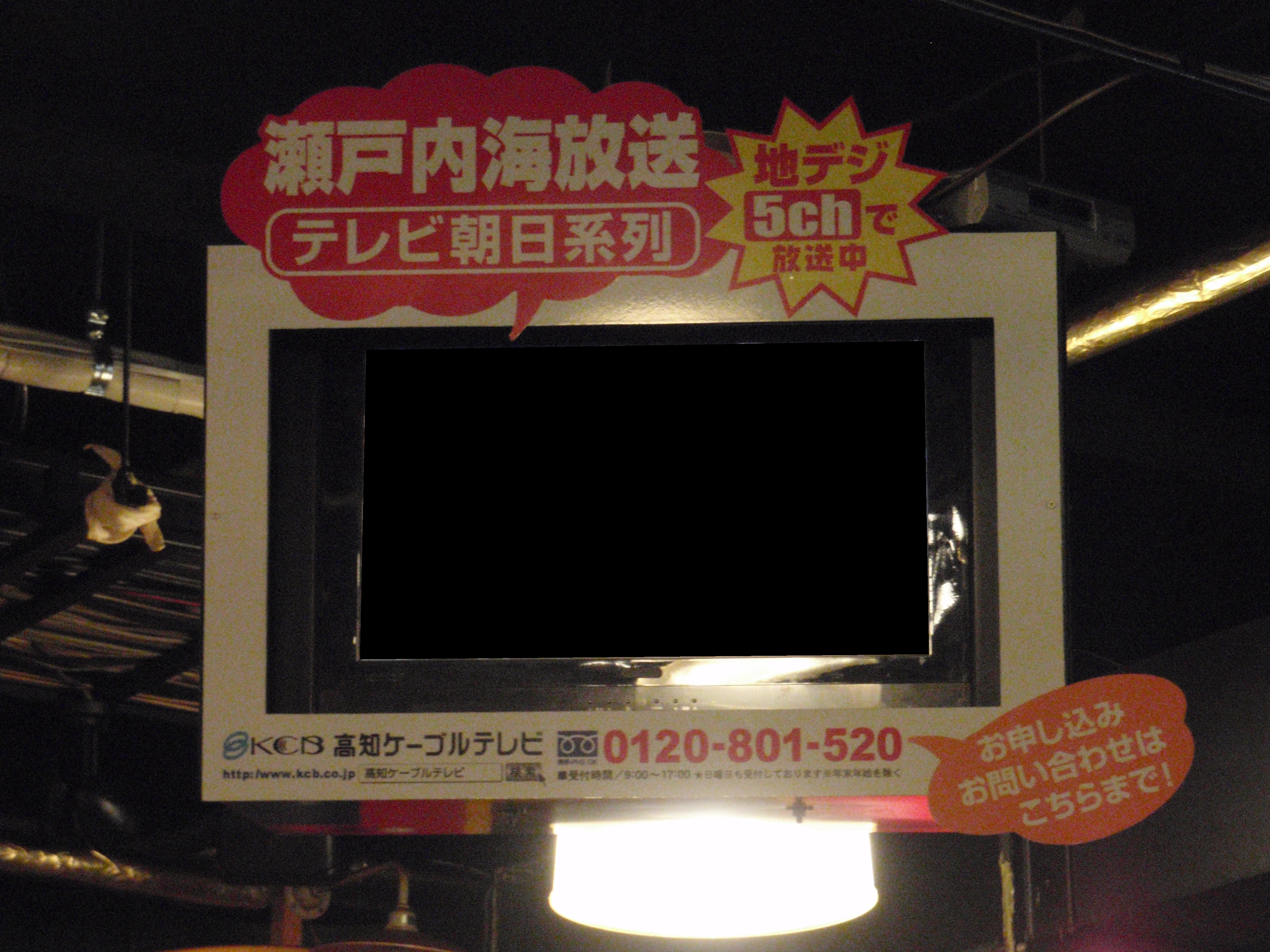
高知ケーブルテレビの加入案内では、高知県内には無いテレビ朝日系列である当局の区域外再放送を売りにしている。

以下のケーブルテレビで区域外再放送が行われている。
- 鳥取県
  - 中海テレビ放送
  - 日本海ケーブルネットワーク（倉吉局のみ）
  - 鳥取中央有線放送
  - 伯耆町有線テレビ放送（運営は中海テレビ放送）
  - 全関西ケーブルテレビジョン（ACTV八頭局、2013年7月1日 - ）[21][22]
- 徳島県
  - 池田ケーブルネットワーク（阿波池田ネット）
- 愛媛県
  - 上島町CATV〔魚島支局〕
- 高知県
  - 高知ケーブルテレビ
  - 香南ケーブルテレビ
  - よさこいケーブルネット

（備考）山陰地方のうち、鳥取県東部の一部（日本海ケーブルネットワークの鳥取市・岩美町、鳥取テレトピア）は朝日放送テレビ、島根県は地域により広島ホームテレビまたは山口朝日放送を再放送している。愛媛県は愛媛朝日テレビが既に存在するが、在愛媛局の難視聴対策の一環として上島町CATVでは配信されている（本局はeatと広島ホームテレビの2局を配信）。また徳島県の多くは朝日放送テレビを再放送しているが、池田ケーブルネットワークは香川県との距離が近い関係もあり、例外として岡山・香川の民放の再放送の特例を受けている。

## 主なテレビ番組
※2025年8月現在。都合により、放送時間は変更される場合がある。最新の情報はホームページ・番組表などで確認のこと。

### 現在放送中の自社制作番組
| 番組名                                                   | 放送曜日・時間 | 備考        |
| -------------------------------------------------------- | --- | ----------- |
| さきどり!ニュースパ                                      | 月曜 - 金曜 16:40 - 16:45 |             |
| News Park KSB                                            | 月曜 - 金曜 18:15 - 19:00 | [ 注釈 11 ] |
| ヒルペコ                                                 | 金曜 0:20 - 0:50（木曜深夜） 再放送：土曜 15:30 - 16:00 | [ 注釈 12 ] |
| 東京ホテイソンと学ぼう！意外と知らない交通ルール＆マナー | 金曜 19:54 - 20:00 |             |
| Newsジェニック                                           | 土曜 11:26 - 12:00 | [ 注釈 13 ] |
| にこまるinfo                                             | 月曜 - 金曜 15:37 - 15:45 |             |
| 自由人、会社人〜トップの横顔〜                           | 土曜 17:55 - 18:00 再放送：水曜 0:50 - 0:55（火曜深夜） |             |
| たかまつ風土記                                           | 不定期日曜 16:30 - 16:45 |             |
| With 盲導犬                                              | 日曜 17:25 - 17:30 |             |
| 高校生と見つける、私たちのSDGs                           | 日曜 19:54 - 20:00 再放送：金曜 23:10 - 23:15 |             |
| よいことカイギ                                           | 不定期木曜 2:00 - 3:00（水曜深夜） |             |
| KSBニュース                                              | 月曜 - 金曜 20:54 - 21:00 |             |
| KSBニュースview                                          | 月曜 - 金曜 23:10 - 23:15 |             |
| スパちゃんねる（番宣番組）                               | 火曜 - 金曜 0:50 - 0:55他 |             |
| KSBお天気レーダー                                        | 金曜 19:54 - 20:00 土曜・日曜 22:55 - 23:00 木曜・金曜 23:10 - 23:15 水曜・木曜 0:15 - 0:20 火曜 - 木曜 1:55 - 2:00 金曜 0:15 - 0:20、2:25 - 2:30 月曜 1:10 - 1:15 |             |
| KSBナイトシネマ                                          | 土曜 1:20 - 1:25（金曜深夜） |             |

### テレビ朝日系列ネット番組
※太字は、同時ネットの番組。

#### テレビ朝日制作
| 番組名                            | 放送曜日・時間                                            | 備考                                |
| --------------------------------- | --------------------------------------------------------- | ----------------------------------- |
| グッド!モーニング                 | 月曜 - 金曜 5:25 - 8:00 土曜 6:00 - 8:00 日曜 5:50 - 8:30 | [ 注釈 14 ] [ 注釈 15 ] [ 注釈 16 ] |
| 大下容子ワイド!スクランブル       | 月曜 - 金曜 10:25 - 13:00                                 | [ 注釈 17 ] [ 注釈 18 ]             |
| スーパーJチャンネル               | 月曜 - 金曜 16:45 - 18:15                                 | [ 注釈 19 ]                         |
| 見取り図じゃん                    | 火曜 0:20 - 0:50（月曜深夜）                              |                                     |
| ラブ!!Jリーグ                     | 水曜 1:25 - 1:40（火曜深夜）                              |                                     |
| バスケ☆FIVE〜日本バスケ応援宣言〜 | 水曜 1:40 - 1:55（火曜深夜）                              |                                     |
| 朝メシまで。                      | 水曜 19:00 - 20:00                                        |                                     |
| なにわ男子の逆転男子              | 木曜 1:25 - 1:55（水曜深夜）                              |                                     |
| あざとくて何が悪いの?             | 金曜 0:55 - 1:25（木曜深夜）                              |                                     |
| Break Out                         | 金曜 1:30 - 2:00（木曜深夜）                              |                                     |
| 渡辺篤史の建もの探訪              | 土曜 9:35 - 10:00                                         |                                     |
| 題名のない音楽会                  | 土曜 10:00 - 10:30                                        |                                     |
| ワイド!スクランブル サタデー      | 土曜 12:00 - 13:30                                        | [ 注釈 20 ]                         |
| テレビ千鳥                        | 日曜 0:00 - 0:30（土曜深夜）                              |                                     |
| 夫が寝たあとに                    | 日曜 0:30 - 1:30（土曜深夜）                              |                                     |
| ビートたけしのTVタックル          | 日曜 12:00 - 12:55                                        | [ 注釈 21 ]                         |
| 路線バスで寄り道の旅              | 日曜 15:20 - 16:30 または 16:15 - 17:25                   | [ 注釈 22 ]                         |
| 有吉クイズ                        | 月曜 0:40 - 1:10（日曜深夜）                              |                                     |
| Musicる TV                        | 月曜 1:10 - 1:40（日曜深夜）                              |                                     |
| ワールドプロレスリング            | 月曜 1:40 - 2:10（日曜深夜）                              |                                     |

#### 朝日放送テレビ制作
| 番組名                            | 放送曜日・時間               | 備考                                |
| --------------------------------- | ---------------------------- | ----------------------------------- |
| トーキョーカモフラージュアワー    | 火曜 0:55 - 1:30（月曜深夜） |                                     |
| これ余談なんですけど・・・        | 水曜 0:20 - 1:20（火曜深夜） |                                     |
| 相席食堂                          | 木曜 0:20 - 1:20（水曜深夜） |                                     |
| 探偵!ナイトスクープ               | 土曜 0:20 - 1:20（金曜深夜） | [ 注釈 23 ] [ 注釈 24 ] [ 注釈 25 ] |
| リア突WEST.                       | 土曜 1:25 - 1:55(金曜深夜)   |                                     |
| 全国高校野球選手権大会中継 決勝戦 | 毎年8月第4週の13:55 - 16:35  | [ 注釈 26 ] [ 注釈 27 ]             |

#### その他系列局制作
| 番組名                              | 放送曜日・時間               | 制作局             | 備考        |
| ----------------------------------- | ---------------------------- | ------------------ | ----------- |
| テレメンタリー                      | 日曜 5:20 - 5:50             | テレビ朝日系列各社 |             |
| ネコいぬワイドショー                | 日曜 10:30 - 11:00           | BS朝日             |             |
| 魚が食べたい!〜地魚さがして3000港〜 | 不定期日曜 16:30 - 17:25     | BS朝日             |             |
| おぎやはぎのハピキャン              | 月曜 0:10 - 0:40（日曜深夜） | メーテレ           |             |
| 霜降り明星のあてみなげ              | 不定期放送                   | 静岡朝日テレビ     | [ 注釈 28 ] |

### 系列外番組・番販制作番組
| 番組名     | 放送時間         | 幹事局（または制作会社） | 備考        |
| ---------- | ---------------- | ------------------------ | ----------- |
| 四季の釣り | 土曜 5:15 - 5:45 | サンテレビ               | [ 注釈 29 ] |

## スタジオ

### 高松本社
- 制作スタジオ（1階、56坪） - 通称：せとスタ。スタジオの半分をグリーンバックにしてバーチャルセットとして使用している[24]。「にこまるinfo」「きょうのNews Park KSB」「News Park KSB」「Newsジェニック」などで使用。
- ニューススタジオ（12坪） - 通称：Nスタ。報道フロア内にある[24]。「ANNニュース」（ローカル枠）「KSBニュース」「KSBニュースview」「ANNスーパーJチャンネル」（ローカル枠）などで使用。
- ディジタルスタジオ（1階、19坪） - 同じ社屋に本社・演奏所があるFM香川との共用スタジオで、FM香川は第2スタジオの名称で使用。エントランスホールとスタジオに面する道路側に観覧用の窓がある。現在はFM香川のスタジオとしてのみ使用されているが、将来的にはKSBのテレビスタジオとして使用するとともに、インターネット用配信設備も設置される[24]。

### 岡山本社
- テレビスタジオ（1階） - 「おかやま100人カイギ」で使用。
- ニューススタジオ - 不定期で「ANNニュース」（ローカル枠）「KSBニュース」「KSBニュースview」などに使用。

## アナウンサー・キャスター・気象予報士
（2024年4月現在）

### アナウンサー
〇は子会社であるキャストKSBパートナーズ所属。
| 氏名       | 入社年 | 備考                             |
| 男性       | 男性   | 男性                             |
| ---------- | ------ | -------------------------------- |
| 斎藤康之   | 2000年 |                                  |
| 宮川周三   | 2006年 | 2020年までは報道記者として在籍。 |
| 荻津尚輝   | 2020年 |                                  |
| 女性       |        |                                  |
| 〇松木梨菜 | 2012年 |                                  |
| 〇野口真菜 | 2020年 |                                  |
| 山下佳乃   | 2021年 |                                  |
| 篠原茉那   | 2023年 |                                  |

過去（男性）
- 1969年
  - 杉本量平
- 1988年
  - 多賀公人（プロデューサー・ディレクター兼務）
- 1990年
  - 山下昭史（『ばちこい!』プロデューサー→東京支社。退職後、香川県議会議員、三豊市長）
- 1991年
  - 名越章浩（退社後、NHKの記者に転向）
- 1995年
  - 船越亮治[25]
- 1997年
  - 森本光（退社後、フリーアナウンサーへ転向）
- 1999年
  - 牧野克彦（退社後、静岡放送へ移籍）
- 2001年
  - 大倉聡（キャストKSBパートナーズ所属。退社後、長崎放送へ移籍。2023年長崎県議会議員）
- 2003年
  - 山下洋平
- 2004年
  - 中村康人（ - 2023年。KSB・FM香川アナウンススクール校長。元大分朝日放送→青年海外協力隊隊員）
- 2005年
  - 古橋拓真（元北陸放送）
- 2007年
  - 梅川崇
- 2018年
  - 石井俊大（ - 2020年。テレビ高知から移籍。退社後、テレビ愛知へ移籍）
- 2020年
  - 在間隆真（ - 2024年）
- 岩田裕之（退社後、FM石川へ移籍）
- 大平恵介
- 前川俊文
- 薬師寺広
- 山西俊行
  - 後にアナウンス部長、報道制作部長、高松本社報道制作ユニット付マネージャー
- 河内玲央（報道記者兼務）

過去（女性）
- 1969年
  - 中川美和子（ - 1977年。退社直前から高松市内の東洋通信特機で徳島バスなど路線バスの停留所アナウンス吹き込みを1976年から2021年まで担当[26]）
- 1989年
  - 飯島永津子（現在は[いつ?]フリーアナウンサー。大学やカルチャースクールの講師。病院・企業での社員教育を行っている）
- 1996年
  - 緒方希美子[27]（ - 2001年）
  - 矢田三奈子[27]（ - 2002年）
- 1997年
  - 児玉良香（ - 1999年、フリーアナウンサー、クリエイティブ・メディア・エージェンシー→「葉月詩織」として俳協へ）
- 2000年
  - 上村明子[25]（現在は上村明子社会保険労務士事務所運営[28]）
  - 本庄里恵子（ - 2015年、元報道記者兼務。現：フリーアナウンサー）
  - 三好和代[25]
- 2001年
  - 朝井美由紀[25]（現在サニーライツ主催[29]）
  - 藤村留名（キャストKSBパートナーズ所属[25]）
  - 丸朋子[25]
- 2002年
  - 田嶌万友香（ - 2020年）
- 2003年
  - 井口玲音
- 2006年
  - 木村久美（元NHK甲府放送局キャスター、4月 - 12月メリディアンプロモーション・フリーアナウンサー・クラブから出向という形で在籍。）
  - 小室早弥香（4月 - 2010年6月、現在はシー・フォルダ所属のフリーアナウンサー）
- 2007年
  - 小坂知里（4月 - 2010年3月、石川テレビ放送（2010年 - 2013年）→NHK徳島放送局契約キャスター（2013年 - 2015年）、現在はフリーアナウンサー。）
- 2011年入社
  - 久本真菜（2015年テレビ神奈川に移籍、現在はフリーアナウンサー）
- 2013年入社
  - 荒木優里（テレビ埼玉に移籍、現在はジョイスタッフ所属のフリーアナウンサー）
- 2015年
  - 荒川千登勢（ - 2018年）
  - 佐田志歩（ - 2019年、現在はジョイスタッフ所属のフリーアナウンサー）
- 2016年
  - 辻紗樹（ - 2019年、NHK和歌山放送局に移籍、現在はトークナビ所属のフリーアナウンサー）
- 2017年
  - 信長ゆかり（-2019、現在はフリーアナウンサー、夫は増田繁人（ブラウブリッツ秋田）
- 2018年
  - 白戸ゆめの（ - 2021年、現在はホリプロ所属のフリーアナウンサー）
- 2019年
  - 赤木由布子（ - 2023年、中京テレビ放送に移籍）
  - 筒井実華子（ - 2020年）
  - 中濱彩那（ - 2021年、元NHK盛岡放送局→元さくらんぼテレビ、現在は関西地方を拠点にフリーアナウンサー・動画クリエイターとして活動）
- 2020年
  - 瀧川奈津希（ - 2024年、現在はフリーアナウンサー）
- 中井今日子（エフエム香川設立前までは瀬戸内海放送のアナウンサーであった。会社設立とともに異動となる）
- 芦田直子
- 天野香寿美
- 岡薫（東京支社へ異動）
- 小野田リカ（フリーアナウンサー、気象予報士）
- 甲斐千代子（元テレビ高知。大阪テレビタレントビューロー所属のフリーアナウンサーであり、2005年4月から1年間キャストKSBパートナーズに出向という形で在籍した）
- 北村実穂（キャストKSBパートナーズ所属。契約の終了後、三重テレビでのタレント活動を経て同局アナウンサーになる）
- 楠木栄理（くすのき えり、元四国放送・530フォーカス徳島キャスター）
- 黒部京子（テレビ信州に移籍後退職）
- 竹内将子
- 寺西瑞紀（てらにし たまき、フリーアナウンサー・クラブ 所属で、同クラブからキャストKSBパートナーズへ出向後、ジョイスタッフへ移籍）
- 中川和子（結婚して姓は八百谷に。鳥取市でアナウンススクール開校、司会・ナレーションも担当）
- 畑嶋恵理奈（南海放送から移籍、山陽放送専属契約アナウンサーののち、現在はフリーアナウンサー
- 森田恵子（NHK岡山放送局キャスターを担当後、現在はフリーアナウンサー、就実大学非常勤講師）
- 若槻智子（山陽放送へ移籍）
- 油井亜衣（ジェイ・アキュート所属、元秋田朝日放送契約アナウンサー）
- 早川茉希（テレビ埼玉に移籍、現在はジョイスタッフ所属のフリーアナウンサー）
- 櫻本茉朋（テレビ愛媛に移籍）
- 西村志野（現在はボイスワークス所属のフリーアナウンサー）

### キャスター
いずれもキャストKSBパートナーズ所属。
- 井原麗菜
- 岡崎夢
- 前田圭見（旧姓：浮田、元KSBアナウンサー）

過去
- 松尾奈々里
- 吉岡美穂
- 宮口治子（2001年[25] - ）

## 備考
- 同じ敷地内にJFN系列のFM香川の本社もある。旧社屋でも隣接していた。
- 同じ瀬戸内海放送グループのFM香川とともに、2004年（平成16年）3月に四国の放送局では初めて環境マネジメントの国際規格「ISO 14001」を認証取得した[30]。
- また高松市にあったコミュニティ放送局「高松シティエフエム（FMマリノ）」とも関係が深く、当局の番宣番組まで持っていた[注釈 30]。
- 『西部警察 PART-III』の最終回スペシャルでは1984年（昭和59年）5月に落成したばかりの岡山本社のホールがロケとして使われた[注釈 31]。
  - ちなみに岡山本社落成式には渡哲也や舘ひろし、小林正彦専務など石原プロの関係者も出席した[注釈 32]。
- かつては同局制作のテレビ番組『ばちこい!』から生まれたアイドルユニットも存在した[注釈 33]。
- 1987年（昭和62年）から2016年（平成28年）まで毎年12月中旬に行われていた「高松冬のまつり」に主管として全面的に参加していた。
- 2004年（平成16年）4月から採用されている局のキャラクターはハリネズミの"スパーキー"、キャッチフレーズは「はじける Park KSB」である。このキャッチフレーズは「KSBはみんながたくさん集まる（公園＝Parkの様な）放送局になりたい」という思いがこめられており、「○○Park KSB」という形で番組名やイベント、地デジ開始のキャッチコピーにも使われている。
- 1993年（平成5年）4月2日までは平日午前7時台から8時台にかけて自社制作情報ワイド番組『モーニングKSB』が放送されていたが『新やじうまワイド』『スーパーモーニング』開始により打ち切り。以降、平日午前の自社制作情報ワイド番組は放送されていない。
- 2000年（平成12年）4月から放送されていた『KSBスーパーJチャンネル』に関しては17時台後半を自社制作していた時期があるが、末期は16:35 - 16:40、18:15 - 19:00で放送されており、『News Park KSB』でも踏襲されている。また、祝日・大型連休・年末年始などは18時台ローカルニュースが休止となる。
- 夕方のニュースは『KSBステーションEYE』『KSBスーパーJチャンネル』などテレビ朝日と同じタイトルだったが、全く別のテーマ曲を使用していた。テレビ朝日が1997年3月31日に開始した『スーパーJチャンネル』は2000年3月31日まで『KSBステーションEYE』として放送されていた。『KSBスーパーJチャンネル』のロゴは2010年代前半まで、テレビ朝日が2003年まで使用していたものだった。
- 過去に毎日放送が系列局だったことや資本関係で毎日新聞のCMが放送されている。また、ローカルニュース、アプリ『Park KSBアプリ』内のニュースも毎日新聞から提供受けている。2025年現在は毎日新聞と山陽新聞との連携でニュースを提供中。
- 開局50年を超える老舗局であるが、平成新局で同じ中国・四国エリアの山口朝日放送・愛媛朝日テレビよりも自社制作比率が低い。
- テレビ朝日・朝日放送テレビ・北海道テレビ・福島放送・新潟テレビ21・静岡朝日テレビ・九州朝日放送・中国・四国エリアの広島ホームテレビ・平成新局の北陸朝日放送などで放送されているハウス食品のCMは、2024年時点では『羽鳥慎一モーニングショー』などのスポンサードネット番組[注釈 34]以外では一切放送されていない（2024年時点の岡山・香川両県では岡山放送[注釈 35]・テレビせとうちでも放送されていないが、過去にこれらの局でのスポットCMの放送や自社制作番組でのスポンサード事例があったかは不明）。
- 『全日本国民的美少女コンテスト』の特別番組の放送に対して、テレビ朝日系列の古参局の中では朝日放送テレビ・広島ホームテレビとともに消極的で、本局を含む3局では2000年代以降では全国ネットとなった2012年（平成24年）以外放送していない。
- アナウンサーの離職率が高く、5年以内で退職するアナウンサーが男性・女性とも多い。
- 2023年の年間視聴率で個人全体では2020年に現地調査を行って以来、初めてプライムで首位に立ちほか世帯でも1997年の現地調査を行って以来、初めて全日・ゴールデン・プライムで首位に立ち三冠を獲得した[31]。また年度視聴率でも初めて個人全体で全日・プライムの2冠、世帯でも初めて全日・ゴールデン・プライムの3冠を達成した[32]。